# Amblydoras hancockii
Amblydoras hancockii är en fiskart som först beskrevs av Valenciennes, 1840.  Amblydoras hancockii ingår i släktet Amblydoras och familjen Doradidae. Inga underarter finns listade i Catalogue of Life.